# Sabotage (rappeur)
Pour les articles homonymes, voir Sabotage (homonymie).
Sabotage, de son vrai nom Mauro Mateus dos Santos, né le 13 mai 1973 et mort assassiné le 24 janvier 2003 à São Paulo, est un rappeur brésilien.

## Biographie
Mauro Mateus dos Santos est né le 13 mai 1973 dans la favela Canão de la Zona Sul de São Paulo. Adolescent, Mauro était sous la tutelle de la FEBEM (maintenant Fundação Casa) et vendait de la drogue dans la zone sud de São Paulo. Emporté par la criminalité qui gangrène la favela de Canão, il finit par être inculpé à deux reprises en 1995, une fois pour possession illégale d'arme, et l'autre pour trafic de stupéfiant. À la fin 1998, il s'installe dans la Vila da Paz.
Après avoir fait de la prison pour trafic de drogue il se met à faire du rap et est par la suite repéré par les producteurs et artistes Racionais MC's avec lesquels il réalise son premier et unique album solo, Rap é compromisso en 2001. La sortie de son premier album et sa participation à divers concerts, notamment ceux de RZO, mènent le rappeur à être invité à jouer dans des films nationaux et à faire reconnaître sa musique par un public encore plus large. Il fait une apparition en jouant son propre rôle dans le film O invasor (L'intrus en français) de Beto Brant dont la bande originale a été primé au Brésil et pour laquelle il avait réalisé 5 titres seul ou en collaboration avec le groupe Instituto. Il a également participé en tant que scénariste au film Estação Carandiru de Hector Babenco. Il fait plusieurs apparitions comme dans la chanson Dorobo de BNegão ; Nem tudo está perdido de Posse Mente Zulu ; avec Rappin' Hood ; à la tournée Black Steel In the Hour of Chaos et sur l'album Revolusongs avec le groupe Sepultura ; avec Helião, Sandrão, Negra Li, Negro Útil, KL Jay et Piri-Pac ; avec Jacksom, Trilha Sonora do Gueto et Z'África Brasil sur Giria criminal ; et avec Charlie Brown Jr. sur A Banca, Marginal alado et Cantando pro Santo. Un album posthume sera publié en 2010.
Sabotage est retrouvé mort par balles le 24 janvier 2003 au numéro 1877 de l'avenue Abrão de Morais, à Saúde, dans la zone sud de São Paulo. Il est assassiné par Sirlei Menezes da Silva, dit Dirlei, pour des conflits de partages de zones de ventes de drogue. Sabotage recevra deux balles dans la colonne vertébrale,. Il est enterré le lendemain, le 25 janvier 2003,.

## Discographie
- 2001 : Rap é compromisso (produit par Racionais MC's)
- 2002 : 5 titres de la bande originale du film O invasor de Beto Brant
- 2002 : Participation à l'album Revolusongs de Sepultura
- 2002 : Titre Cabeça de nego pour l'album Coleção Nacional du groupe Instituto